# 養老渓谷駅
養老渓谷駅（ようろうけいこくえき）は、千葉県市原市朝生原にある、小湊鉄道線の駅である。駅本屋は国の登録有形文化財に登録されている。

## 歴史
過去の駅前は舗装されたロータリーが設けられ、駅舎前に自動車乗入が出来る構造であったが、2017年（平成29年）3月、あえて舗装を剥がしてロータリーと駐車場等の施設を廃し、駅前を森に戻すべく木や花を植えた駅前広場として再生する「逆開発」を行った。これにより、従来駅前にあった小湊バスのバス停も、千葉県道81号線沿いに移設された。

逆開発前の駅前広場（2010年11月）

### 年表
- 1928年（昭和3年）5月16日：朝生原駅として開設[4]。
- 1954年（昭和29年）12月1日：養老渓谷駅に改称[5]
- 2008年（平成20年）4月26日：足湯を開設。
- 2016年（平成28年）11月18日：駅本屋について、国の有形文化財（建造物）への登録が答申される[6][7]。
- 2017年（平成29年）5月2日：「小湊鉄道養老渓谷駅本屋」として国の登録有形文化財に正式登録される。

## 駅構造
単式ホーム1面1線を有する地上駅である。木造駅舎を有する。以前は2面3線で交換設備が設置されていたが、1面2線の島式ホームである2・3番線はポイントが外されている。
駅構内には足湯があり、鉄道利用者及び駅駐車場利用者は無料で利用することが出来る（それ以外は入場券が必要）。

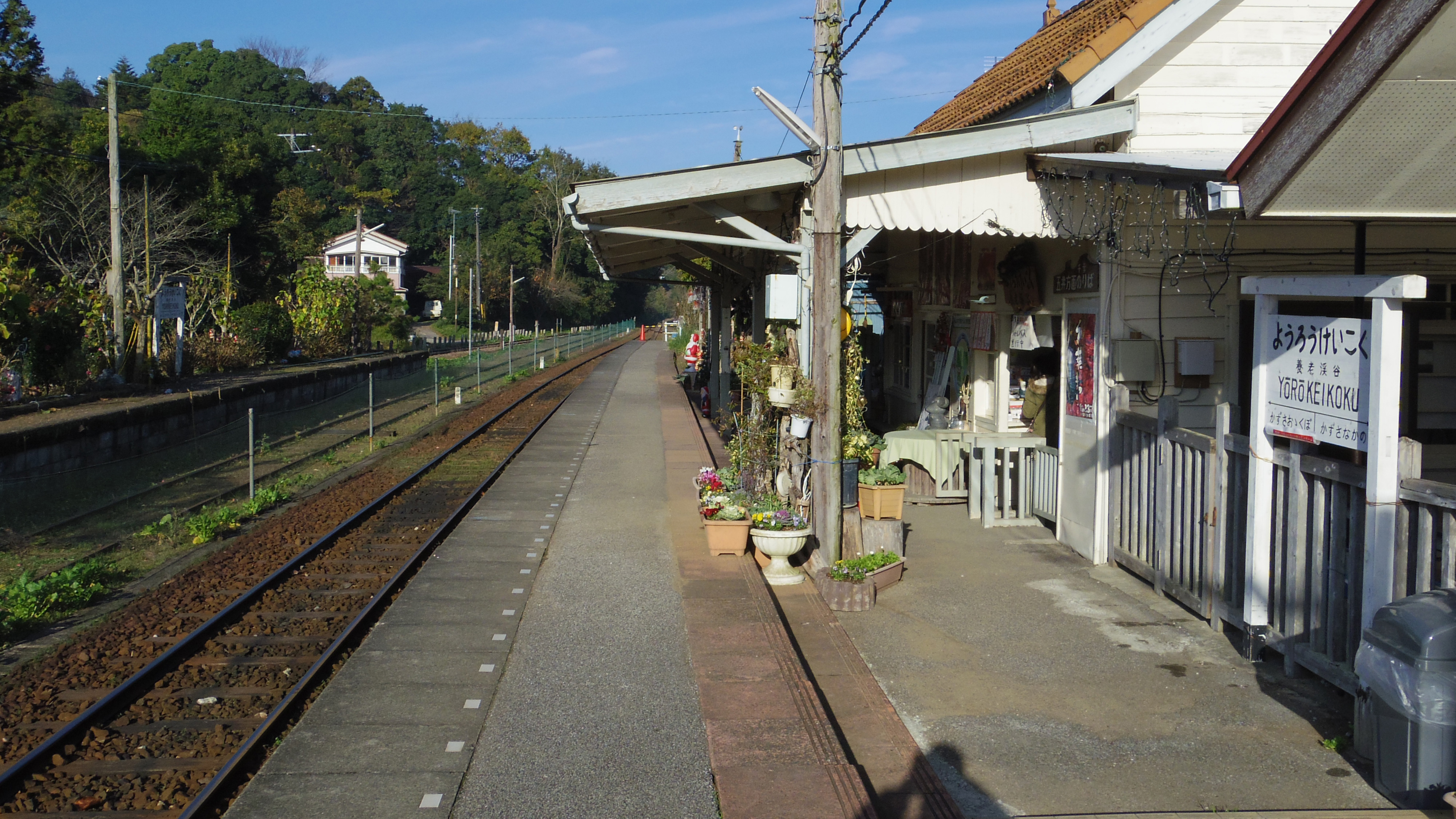
駅ホーム（2015年11月）
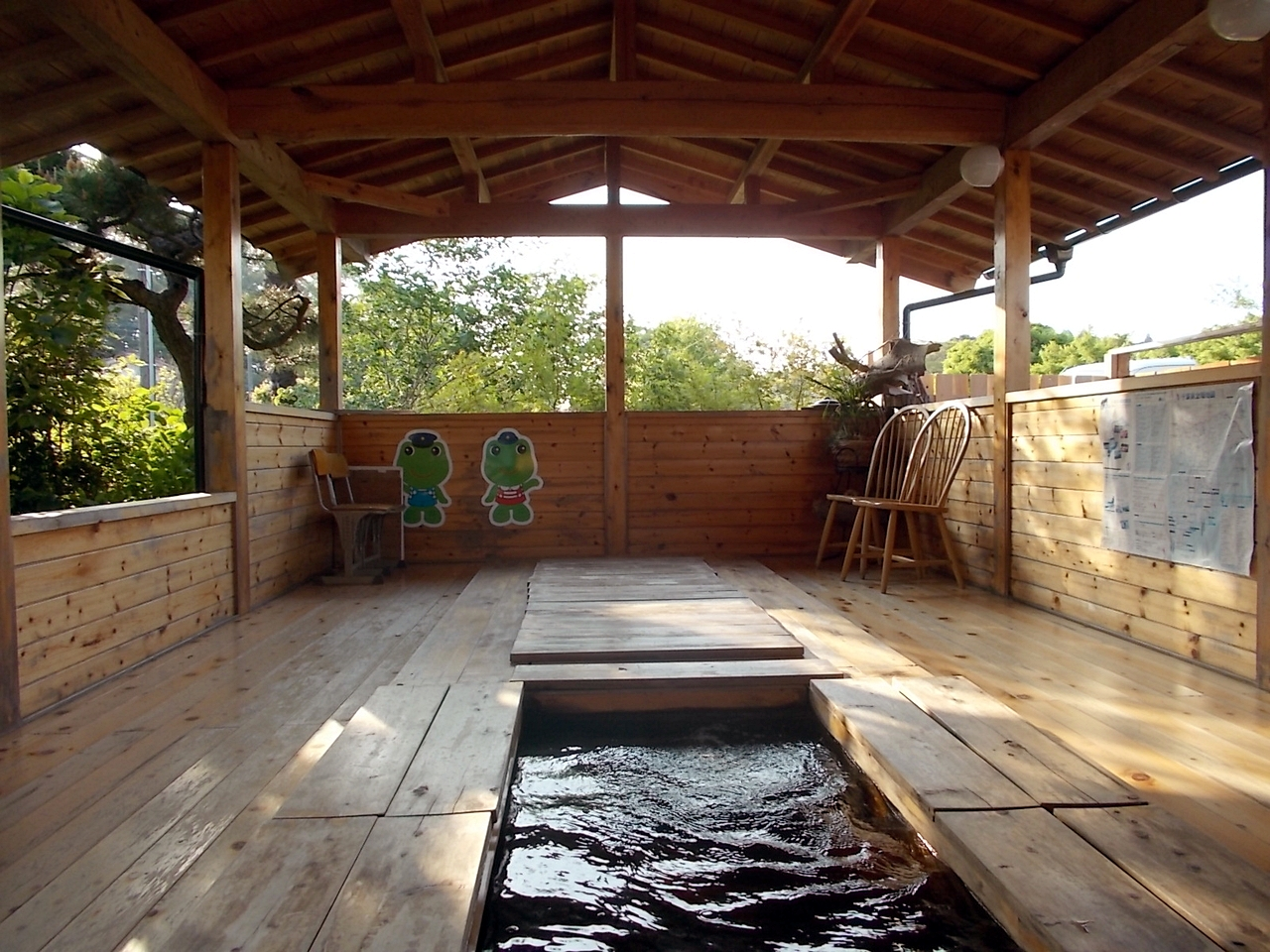
養老渓谷駅足湯・養老渓谷温泉（2013年4月）
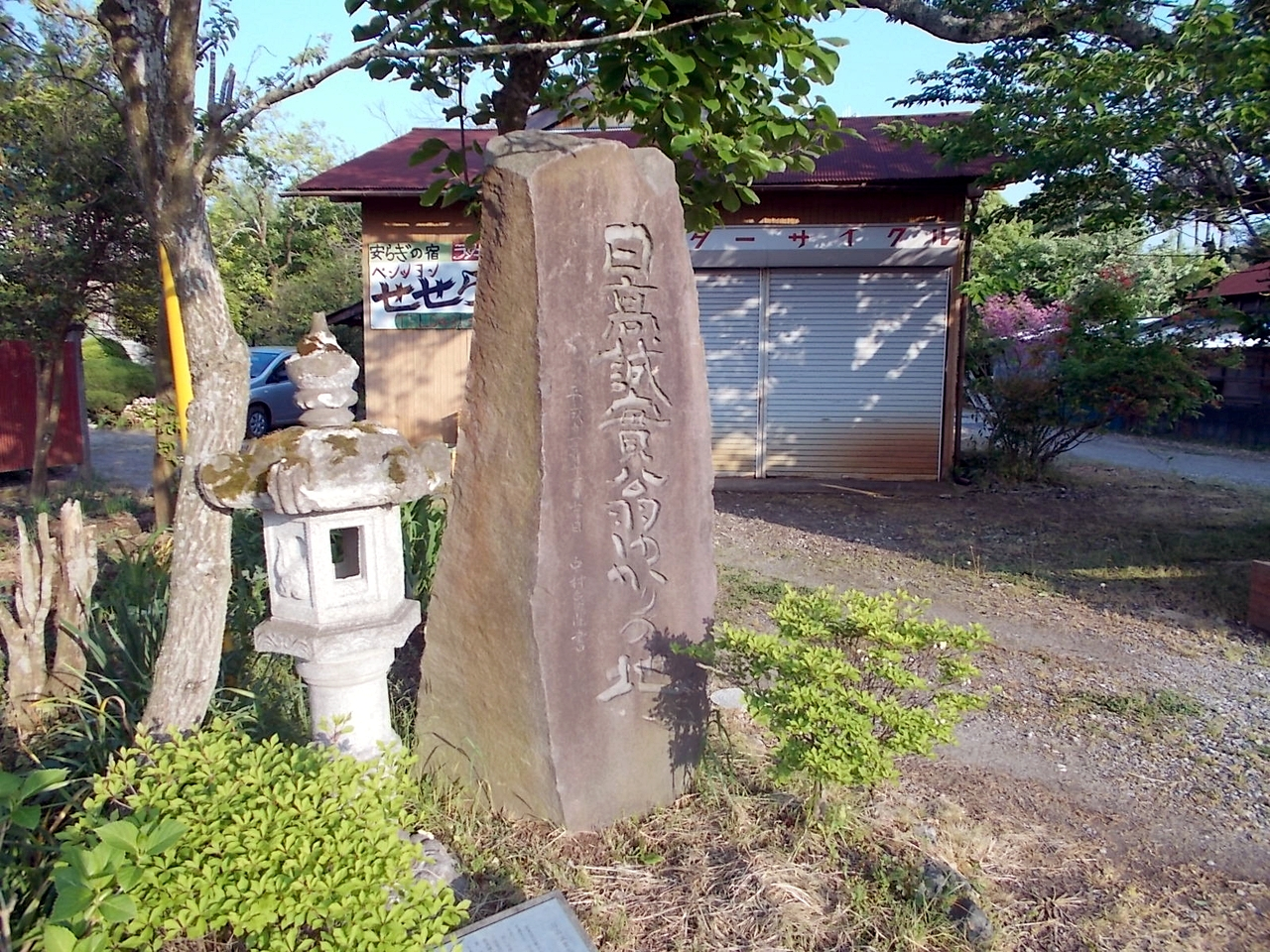
駅前広場の日高誠實翁記念碑（2013年4月）

## 利用状況
2022年度の1日乗車人員122人。
近年の一日平均乗車人員推移は以下の通り。
| 乗車人員推移     | 乗車人員推移      | 乗車人員推移 |
| 年度             | 一日平均 乗車人員 | 備考         |
| ---------------- | ----------------- | ------------ |
| 1986（昭和61年） | 297               | [ * 2 ]      |
| 2005（平成17年） | 125               | [ * 3 ]      |
| 2006（平成18年） | 130               | [ * 4 ]      |
| 2007（平成19年） | 118               | [ * 5 ]      |
| 2008（平成20年） | 121               | [ * 6 ]      |
| 2009（平成21年） | 112               | [ * 7 ]      |
| 2010（平成22年） | 111               | [ * 8 ]      |
| 2011（平成23年） | 99                | [ * 9 ]      |
| 2012（平成24年） | 97                | [ * 10 ]     |
| 2013（平成25年） | 107               | [ * 11 ]     |
| 2014（平成26年） | 118               | [ * 12 ]     |
| 2015（平成27年） | 116               | [ * 13 ]     |
| 2016（平成28年） | 136               | [ * 14 ]     |
| 2017（平成29年） | 151               | [ * 15 ]     |
| 2018（平成30年） | 143               | [ * 16 ]     |
| 2019（令和元年） | 93                | [ * 17 ]     |
| 2020（令和02年） | 85                | [ * 18 ]     |
| 2021（令和03年） | 83                | [ * 19 ]     |
| 2022（令和04年） | 122               | [ * 1 ]      |

## 駅周辺
駅南側は千葉県立養老渓谷奥清澄自然公園の区域となっており、養老渓谷温泉や渓谷の紅葉シーズンを中心とした観光地となっている。千葉県道81号市原天津小湊線沿いには、旅館やお土産屋が建ち並ぶ。春はツツジ、フジ、秋には雑木の紅葉が美しく、遊歩道（ハイキングコース）や橋梁も整備されている。養老渓谷の紅葉で有名な粟又の滝は当駅から約7キロメートル（徒歩約1時間30分）の距離に位置し、養老川沿いの遊歩道を中心とした散策コースが整備されている。
- 千葉県道32号大多喜君津線
- 千葉県道81号市原天津小湊線
- 中瀬遊歩道 - 共栄橋（葛藤駐車場）付近から養老川沿いに設けられた1.2キロメートルの遊歩道[9]。
- 粟又の滝自然遊歩道 - 粟又の滝から小沢又（水月寺付近）の下流まで養老川沿いに設けられている2キロメートルの遊歩道[10]。養老川上流から粟又の滝、千代の滝、万代の滝、昇龍の滝を巡るため、滝めぐり遊歩道とも称される[11]。
- 養老渓谷
- 梅ヶ瀬渓谷
- 大福山
- 弘文洞跡
- 観音橋
- アートハウスあそうばらの谷
- 立國寺（出世観音）
- 宝林寺
- 朝生原神社
- 日高邸宅跡
- 柴田博子児童日本画美術館（土・日のみ開館）
- 石神の菜の花畑 - 鉄道写真の撮影名所として知られる[12][13]。
- 奥養老バンガロー村

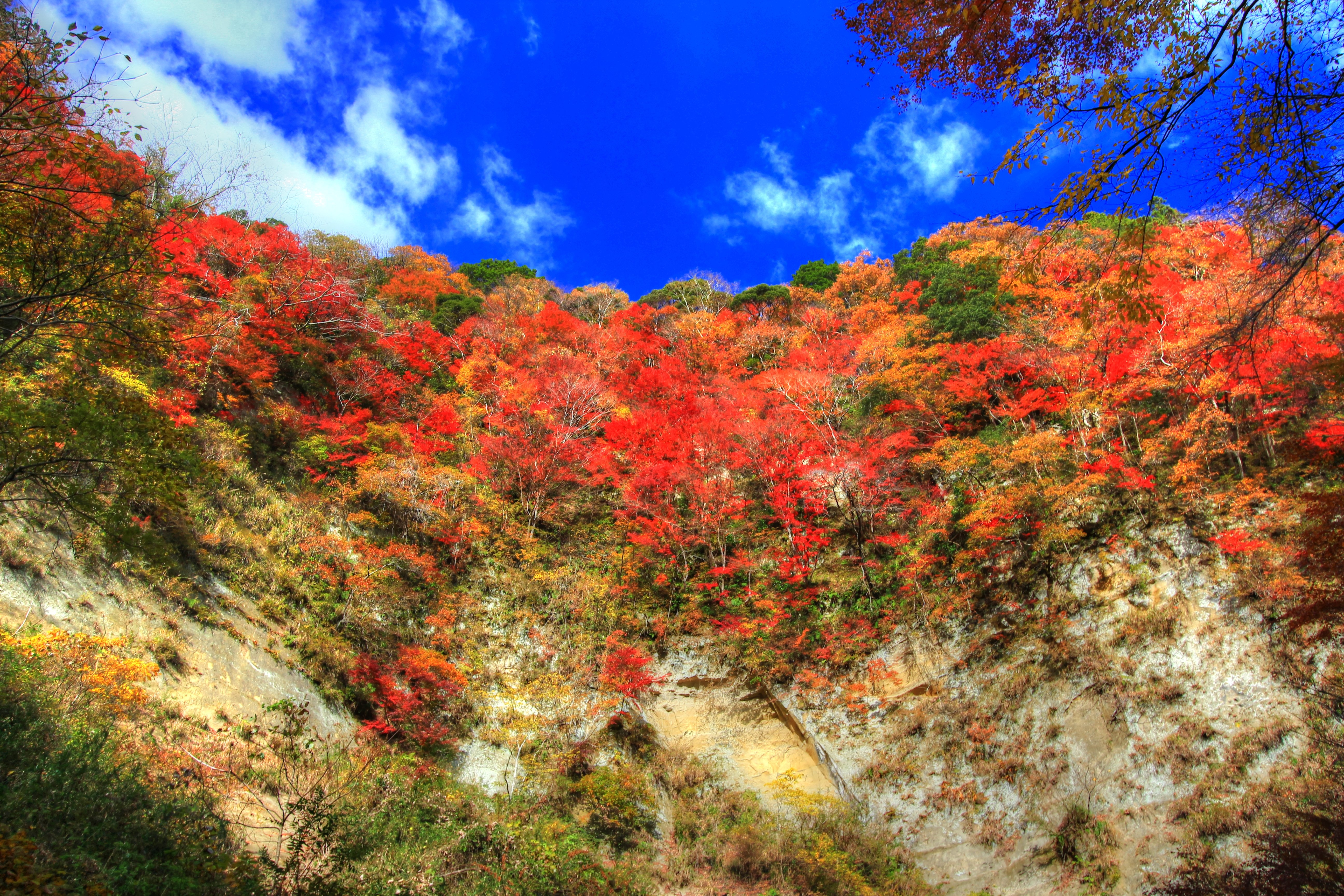
梅ヶ瀬渓谷
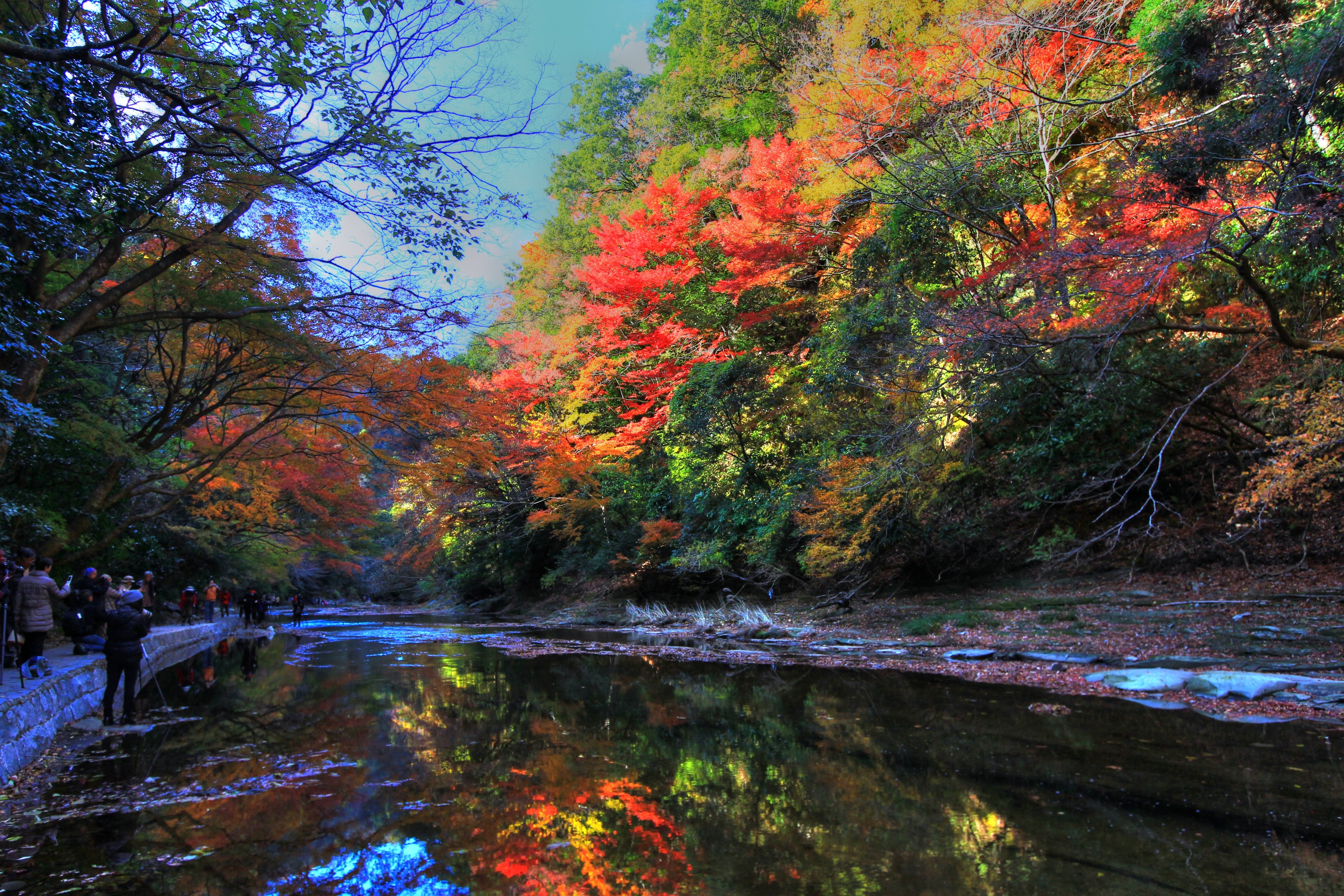
粟又の滝遊歩道
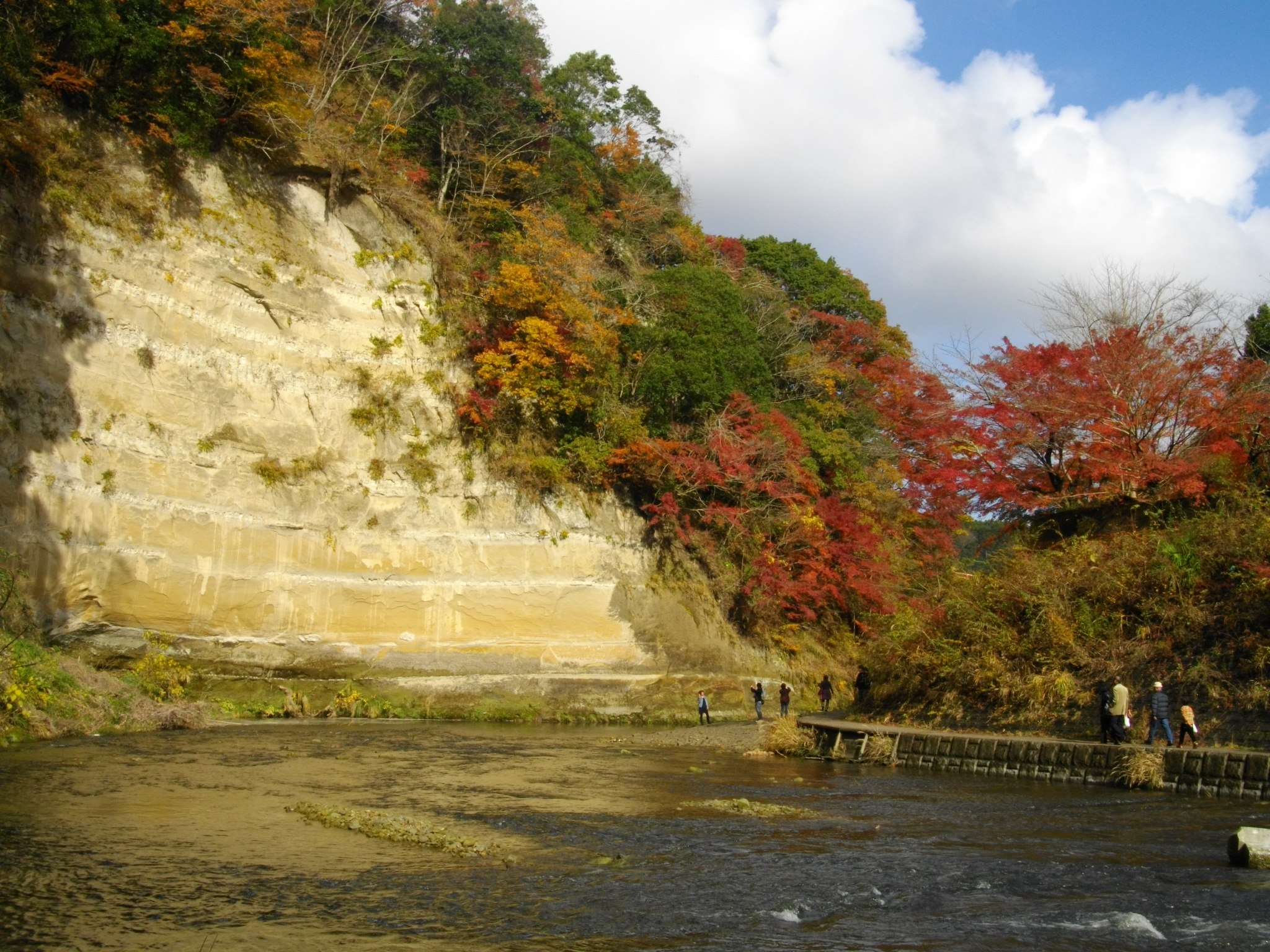
養老渓谷 中瀬遊歩道
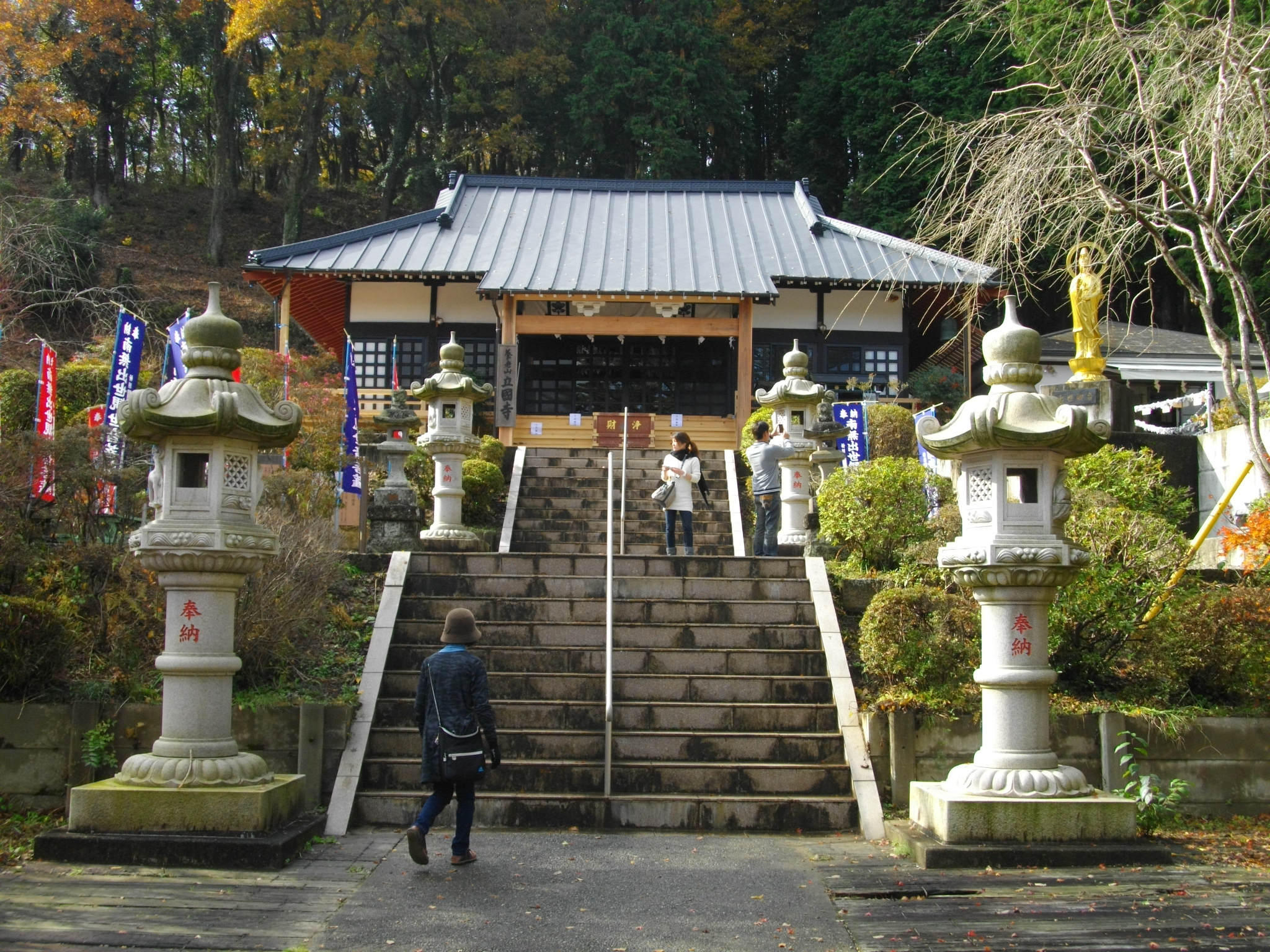
立國寺（出世観音）

## バス路線
当駅からは以下の路線が運行しているが、本数が少ないため、利用の際には注意が必要である。紅葉シーズンの土曜・日曜・祝日には、粟又の滝方面と梅ヶ瀬渓谷方面へのシャトルバスが運行される。
| のりば     | 系統 | 主要経由地               | 行先   | 運行会社 | 備考 |
| ---------- | ---- | ------------------------ | ------ | -------- | ---- |
| 養老渓谷駅 | 養01 | 養老館前・老川・粟又の滝 | 粟又   | 小湊鉄道 |      |
| 養老渓谷駅 | 中03 | 養老館前・老川・伊保田   | 中野駅 | 小湊鉄道 |      |

## その他

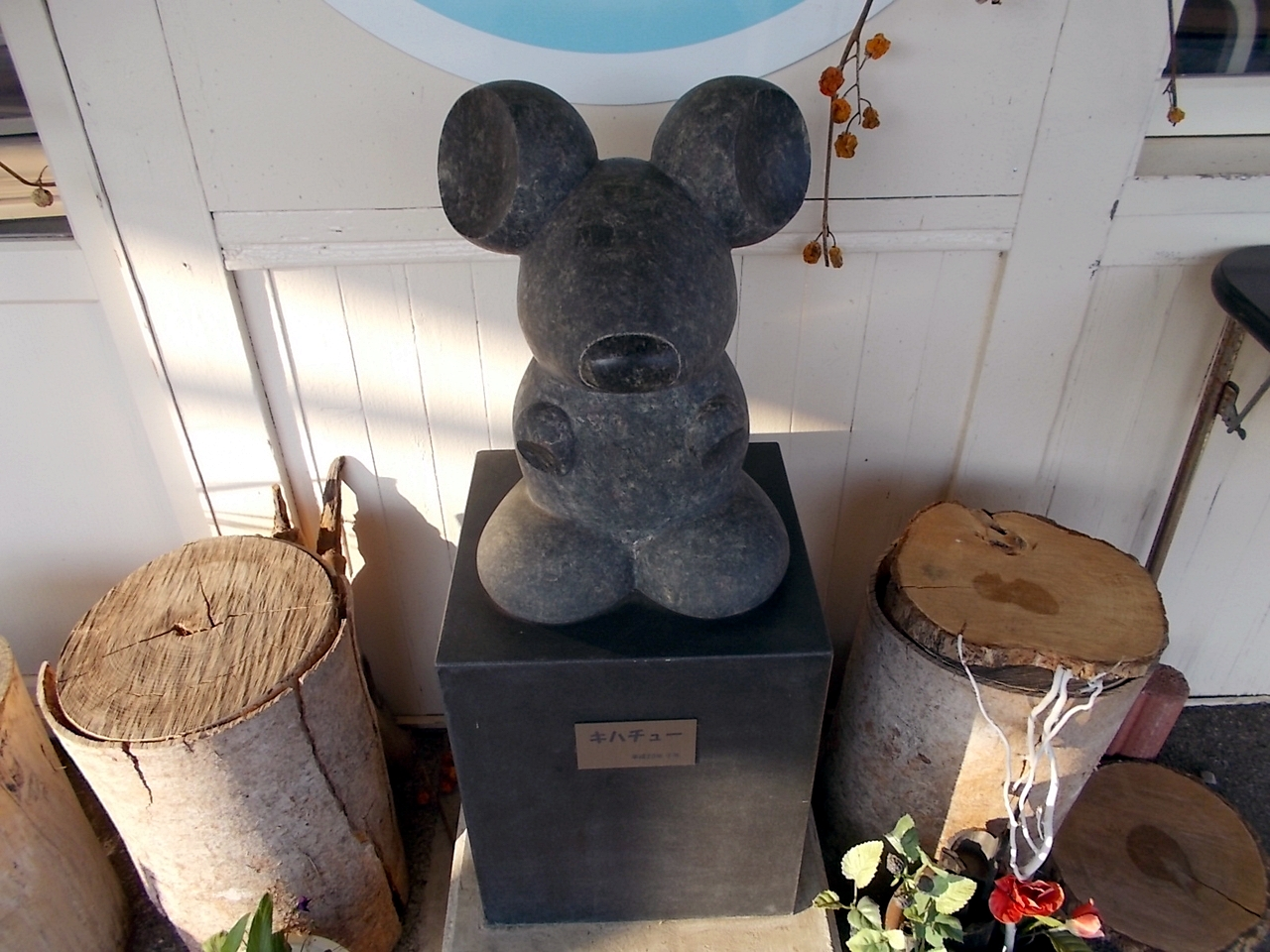
キハチュー像（2013年4月）

- ケロちゃんコロちゃんの地方民鉄応援プロジェクトの選定を受け、顔出しパネルスタンドの設置や養老渓谷駅限定グッズの販売が行われている。
- 改札脇に子年（ねずみどし）の2008年（平成20年）に設置されたとされる鼠の石像「キハチュー」が設置されている。
- 養老渓谷駅前観光案内所で電動アシスト自転車の貸出しを行っている（1日 1,000円、3時間以内 600円）。

## 隣の駅
小湊鉄道
■小湊鉄道線
- 里山トロッコ発着駅

上総大久保駅 - 養老渓谷駅 - 上総中野駅